# Віпавський Криж
Віпавський Криж (словен. Vipavski Kříž) — поселення невеликому пагорбі в долині річки Віпави в общині Айдовщина. Висота над рівнем моря: 177,7 метрів.

## Назва
У 1955 році назва населеного пункту була змінена з словен. Sveti Križ (Святий Хрест) на словен. Vipavski Kříž (Віпавський Хрест). Назва була змінена на основі прийнятого в 1948 році "Закону про назви населених пунктів і найменування площ, вулиць і будівель" у рамках зусиль з післявоєнного комуністичного уряду Словенії видалити релігійні елементи з топонімів.

## Історія
Це одне з історично найцікавіших місць у цій общині. Існує доказ житла на пагорбі в доримський періоду. Поселення вперше згадується в письмових документах 13 століття. Будинки поселення зосереджені всередині оборонної стіни навколо замку кінця 15 століття. Вона була побудована для захисту жителів від османських набігів. У 1532 Віпавскі Криж був оголошений містом. У 1636 монастир капуцинів з багатою бібліотекою був заснований у місті,  зараз він відкритий для відвідувачів.